# 天水站
天水站位于中华人民共和国甘肃省天水市麦积区北道埠街道陇昌路东1号，是陇海铁路及天平铁路上的一座铁路车站，现为中国铁路兰州局集团直属的客货运一等站。车站位于兰州局、西安局局界，每天有98趟旅客列车到发，机车乘务员须在该站继乘。

## 历史
原名北道埠站，建于1945年，1948年建成通车，是中华民国在大陆修建的最后一个、最靠西边的火车站。车站站房为一层砖木结构灰瓦平房，建筑面积527平方米，日发送旅客百余人。1989年，车站重建站房，新建站房的售票室面积254平方米，候车面积约1500平方米。
2016年9月站房改扩建工程启动，对车站重新进行室内外装修，并扩建地下出站厅，扩建后的车站站房于2018年1月31日投用。2023年，车站又对站台设施进行改造，由原来的30厘米加高到75厘米并进行地面翻新，于2024年初全部完工。

## 车站结构

### 站房
天水站目前的站房于1989年投用，并于2017年进行翻修工程，总建筑面积10916平方米。站房共设两层，三个候车室，最多可容纳两万人候车。候车室内设有一幅展现李白、杜甫和麦积山的壁画 。出站区位于地下一层。

### 站台
天水站分为I场和II场，为二级三场纵列式布局。车站共有14条到发线和9条编组线。车站货场分为东、中、西三区，办理整车普通货物运输业务，设有15条专用线。
| 站场 |         | 车站编组场                        |
| 站场 | 到发线  | 陇海铁路 往连云方向（社棠站）     |
| 站场 | 3号站台 |                                   |
| 站场 | 到发线  | 陇海铁路往连云方向（社棠站）      |
| 站场 | 正线    | 陇海铁路上行列车通过线            |
| 站场 | 正线    | 陇海铁路下行列车通过线            |
| 站场 | 2号站台 |                                   |
| 站场 | 到发线  | 陇海铁路 往兰州西方向（槐树湾站） |
| 站场 | 到发线  | 陇海铁路 往兰州西方向（槐树湾站） |
| 站场 | 1号站台 |                                   |
| 站房 |         | 进站口、售票、候车、检票口        |

## 車站周邊
- 中国铁路工会天水俱乐部
- 麦积区农村合作银行火车站分理处
- 中国邮政道南邮政支局
- 中国建设银行陇昌路分理处
- 中国银行天水埠北支行

## 外部連結
- 中国铁路客户服务中心 （页面存档备份，存于）